# Viktor Ivanovitsj Motsjoelski
Viktor Ivanovitsj Motsjoelski (Russisch: Виктор Иванович Мочульский) (Sint-Petersburg 11 april 1810 - Simferopol, 5 juni 1871) was een Russische entomoloog, vooral geïnteresseerd in kevers.
Motsjoelski was een kolonel in het Russische keizerlijke leger die veel uitgebreide reizen naar het buitenland ondernam. Hij bestudeerde en beschreef vele nieuwe kevers uit Siberië, Alaska, de Verenigde Staten van Amerika, Europa en Azië. Ondanks de neiging om eerder wetenschappelijk werk te negeren en regelmatig incorrecte indelingen van gevonden soorten te creëren, leverde Motsjoelski toch een enorme bijdrage aan de entomologie. Met name door het verkennen van tot dan toe onontgonnen gebieden, vaak in zeer moeilijk terrein. Hij beschreef vele nieuwe geslachten en soorten.

## Reizen
Motsjoelski's reizen:
- 1836 - Frankrijk, Zwitserland en de Alpen, Noord-Italië en Oostenrijk
- 1839-1840 - Russische Kaukasus, Astrakhan, Kazan en Siberië
- 1847 - Kirgizië
- 1850-1851 - Duitsland, Oostenrijk, Egypte, India, Frankrijk, Engeland, België en Dalmatië
- 1853 - Verenigde Staten van Amerika, Panama, terugkeer naar St. Petersburg, via Hamburg, Kiel en Kopenhagen
- 1853 - Duitsland, Zwitserland en Oostenrijk

## Werken
Motsjoelski heeft 45 werken gepubliceerd, meestal over biogeografische, faunistische of systematische aspecten van de entomologie. Veel van deze werken zijn gebaseerd op studies van insectencollecties die zijn aangelegd door een groot aantal andere naturalisten, vooral Russen die naar Siberië gingen. De meeste van zijn werken gaan over Coleoptera, maar sommige over Lepidoptera en Hemiptera.
Een selectie van de belangrijke werken van Motsjoelski:
- "Insectes de la Sibérie rapportés d'un voyage fait en 1839 et 1840". Memoires de l'Academie Imperiale des Sciences de St. Pétersbourg, 13: 1-274 (1845)
- Die Kaefer Russlands. I. Insecta Carabica. Moskou: Gautier, vii + 91 pp + 9 tabellen (1850)
- "Coléoptères nouveaux de la Californie". Bulletin de la Societe Imperiale des Naturalistes de Moscou, 32: 122-185 (1859)
- Études Entomologiques. 10 delen (1852-1861)
- "Catalogue des insectes rapportés des environs du fleuve Amour, depuis la Schilka jusqu'à Nikolaevsk". Bulletin de la Societe Naturaliste de Moscou, 32: 487-507 (1859)
- "Coléoptères rapportés de la Songarie par M. Semenov et décrits par V. de Motchoulski". Bulletin de l'Academie Imperiale des Sciences de Saint-Pétersbourg, 1 (5): 301-304 (1859)
- "Insectes de Indes Orientales, et de contrées analogen". Etudes Entomologiques, 8 (1859): 25-118 (1860)
- "Coléoptères rapportés en 1859 par M. Sévertsef des steppen Méridionales des Kirghises et énumérés". Bulletin de l'Academie Imperiale des Sciences de Saint-Pétersbourg, 2: 513-544, 2 platen (1860)
- "Coleoptères rapportés en 1859 par M. Severtsef des Steppes Méridionales des Kirghises". Mélanges biologiques, 3 (1857-1861): 408-452 (1860)
- "Coléoptères rapportés de la Songarie par M. Semenov et décrits par V. de Motchoulski". Mélanges biologiques, 3: 290-309 (1860)
- "VI. Coléoptères de la Sibérie orientale et en particulier des Rives de l'Amour". Schrenk's Reisen und Forschungen im Amurlande, 2: 77-257, 6 kleurenplaten, Sint-Petersburg (1861)
- "Essai d'un Catalogue des Insectes de l'île Ceylan". Bulletin de la Societe Imperiale des Naturalistes de Moscou, 34 (1): 95-155 (1861)
- "Catalogue des insectes reçus du Japon". Bulletin de la Societe Imperiale des Naturalistes de Moscou, 39 (1): 163-200 (1866)

## Collectie
De uitgebreide collectie van Motsjoelski is verdeeld tussen de Staatsuniversiteit van Moskou, het Zoölogisch Museum van Sint-Petersburg, het Humboldt Museum en het Duitse Entomologische Instituut.
- Gemeinsame Normdatei: 117066397
- International Standard Name Identifier: 0000 0003 8908 9373
- Library of Congress Control Number: no2014072296
- Nederlandse Thesaurus van Auteursnamen: 13554808X
- Système universitaire de documentation: 190125020
- Virtual International Authority File: 282433762
- WorldCat: E39PBJtCD4Pm6wWVbCKgcrryVC